# Phytotoma
Phytotoma é um género de aves passeriforme da família Cotingidae restritas à região meridional da América do Sul. São popularmente conhecidos como corta-ramos. Possuem bico cônico, curto e serrilhado, usado para cortar folhas e outras partes de vegetais.
O género apresenta 3 espécies de aves parcialmente migratórias, que se deslocam do Chile e Argentina para a Bolívia, Paraguai e Brasil, durante o inverno austral.
Phytotoma foi classificado em uma família distinta, a Phytotomidae, por Hellmayr (1929) e Meyer de Schauensee (1970), mas o gênero é relacionado com o Ampelion. Dados genéticos suportam a inclusão do gênero na família Cotingidae.

## Espécies
- Phytotoma rutila Vieillot, 1818
- Phytotoma rara Molina, 1782
- Phytotoma raimondii Taczanowski, 1883